# Zaleukos van Lokroi Epizephyroi

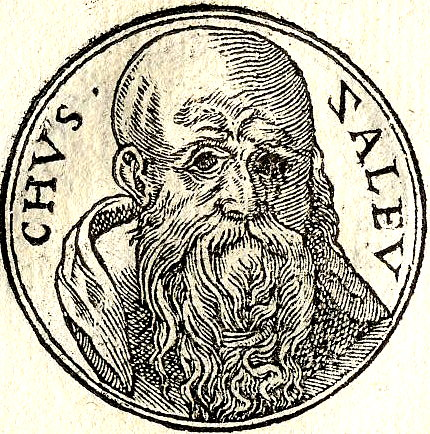
Zaleukos van Lokroi Epizephyroi in 1553

Zaleukos van Lokroi Epizephyroi (geboren in Zuid-Italië) zou rond ca. 662 v.Chr. (maar waarschijnlijk eerder in de eerste helft van de zesde eeuw v.Chr.) een strenge, conservatieve en artistocratisch getinte codex met ius talionis (oog om oog, tand om tand-principe) hebben uitgevaardigd, om de controle van de aristocraten te kunnen behouden. Van de beroemde wetgevers van de Grieken was hij de eerste die wetten gaf. Zijn wetgeving vormde de overgang naar de democratie. Het is echter mogelijk dat hij een personage was, verzonnen door de Lokrische democraten die hun nieuwe (restauratie)wetten wilden promoten.